# Fiesta de la Candelaria de Molins de Rey
La Fiesta o Feria de la Candelaria de Molins de Rey o bien Fira de la Candelera de Molins de Rei (en catalán) es un certamen multisectorial que se celebra cada primer sábado y domingo del mes de febrero en esta localidad. Desde sus inicios vio cómo el proceso de industrialización que vivía el país hacía que el textil fuera tomando importancia y compartiendo protagonismo con la actividad agrícola y ganadera. Actualmente es una celebración popular que va más allá de la simple actividad económica que lo originó ofreciendo una variada muestra agrícola, comercial, industrial, lúdica, social y cultural. Fue instituida por la reina Isabel II en 1852 a raíz de la petición formulada por un grupo de comerciantes y por el mismo ayuntamiento de Molins de Rey

## Descripción
Dentro de los actos meramente económicos y feriales hay que destacar las muestras de planteles, jardinería y maquinaria agrícola, sectores que la feria mantiene desde sus orígenes y a los cuales se  ha ido añadiendo la automoción y la industria. Junto a estos sectores se puede encontrar productos artesanales, antigüedades, objetos de coleccionismo y varias ferias dentro del certamen general como la de vinos y cavas, la de alimentación, la ecológica, la de las artes y la muestra de ganado. A la feria también confluyen actos de manifestaciones sociales, lúdicas y culturales: conciertos, exposiciones, concursos, espectáculos, presentaciones. Todo ello completado con el "desayuno de los arrieros" (esmorzar de traginers en catalán), la butifarrada popular, el baile de los gigantes, los castellers y la ruta del Camello (un espécimen del bestiario festivo catalán que emana fuegos artificiales), 50.000 m² de superficie, más de 700 expositores y unos 500.000 visitantes son algunas cifras de la celebración.